# Ignác Molnár
Ignác Molnár bzw. Ignáce Molnár (* 1. Oktober 1901 in Budapest; † 9. März 1986 in Wien) war ein ungarischer Fußballspieler und -trainer. Er arbeitete einen Großteil seiner Trainerkarriere in der Türkei und zählt aufgrund seiner errungenen Erfolge als einer der wichtigsten Trainer im türkischen Fußball im Allgemeinen und für Fenerbahçe Istanbul im Speziellen. Mit diesem Verein wurde er zweimal Istanbuler Fußballmeister und zweimal Türkischer Meister. Zudem verhalf er dem Klub zum ersten türkischen Double und zum ersten Türkischen Pokalsieg. Ferner wurde Fenerbahçe mit ihm erster türkischer Meister und er selbst erster Meistertrainer der Süper Lig.

## Spielerkarriere
Molnárs Fußballspielerkarriere ist nur teilweise beleuchtet. So spielte er bis 1924 für Bocskai FC und wechselte anschließend in die italienische Liga zu Vicenza Calcio. Nachdem er eine Spielzeit für diesen Verein tätig gewesen war, heuerte er innerhalb der Liga beim FC Rom an. Die weitere Fußballkarriere Molnárs ist nicht weiter dokumentiert.

## Trainerkarriere
Molnár begann Anfang der 1930er Jahre in den Niederlanden als Cheftrainer zu arbeiten und betreute bis 1939 diverse Vereine wie Willem II Tilburg, XerxesDZB, Quick Den Haag und RFC Rotterdam. Lediglich in den Jahren 1934 bis 1936 arbeitete er mit Royal Antwerpen bei einem belgischen Klub. 1939 übernahm er den italienischen Klub FC Turin, verließ diesen aber wenig später nach dem Ausbruch des Zweiten Weltkriegs.
Ab dem Frühjahr 1947 begann er in der Türkei zu arbeiten und übernahm als erste Tätigkeit den Traditionsklub Fenerbahçe Istanbul. Mit diesem Verein spielte er im Millî Eğitim Kupası (dt.: Pokal des Bildungsministeriums der Türkei) und beendete dieses Turnier hinter dem Erzrivalen Beşiktaş Istanbul als Zweiter. In der neuen Saison nahm Molnár mit Fenerbahçe an der İstanbul Futbol Ligi (dt.: Istanbuler Fußballliga) teil. Zu Zeitpunkt seiner ersten Beschäftigung bei Fenerbahçe existierte in der Türkei keine landesübergreifende Profiliga. Stattdessen existierten in den Ballungszentren wie Istanbul, Ankara und Izmir regionale Ligen, von denen die Istanbuler Fußballliga als die Renommierteste galt. In der Saison 1947/48 dieser Liga führte Molnár Fenerbahçe ungeschlagen und mit nur einem Unentschieden zur Istanbuler Meisterschaft. Durch diesen erfolgreichen Einstand im türkischen Fußball, bot der türkische Fußballverband den Cheftrainerposten für die türkische Nationalmannschaft an. Molnár nahm das Angebot zusätzlich zu seiner Tätigkeit bei Fenerbahçe an und sollte die türkische Fußballauswahl während der Olympischen Sommerspiele 1948 betreuen. Unmittelbar vor dem Turnierbeginn beendete Molnár aus nicht näher erörterten Gründen sowohl seine Tätigkeit bei der türkischen Nationalmannschaft als auch seine Tätigkeit bei Fenerbahçe und verließ das Land. Die Türkei betreute während des Turniers anstelle Molnár interimsweise Ulvi Yenal.
Nach neun Jahren Abstinenz kehrte Molnár in die Türkei zurück und übernahm zum zweiten Mal Fenerbahçe. In der Zwischenzeit wurde die İstanbul Futbol Ligi in die İstanbul Profesyonel Ligi (dt.: Istanbuler Profiliga) überführt, während alle namhaften Vereine fortan an dieser Liga teilnahmen. So betreute auch Molnár Fenerbahçe in dieser Liga und erreichte in der Saison 1957/58 hinter dem Erzrivalen Galatasaray Istanbul die Vizemeisterschaft. In der nächsten und allerletzten Saison dieser Liga, der Saison 1958/59, führte Molnárs Mannschaft mit Galatasaray lange Zeit ein Kopf-an-Kopf-Rennen um die letzte Istanbuler Meisterschaft. Schließlich setzte sich Fenerbahçe ungeschlagen und mit vier Unentschieden als Meister durch und wurde letzter Titelträger dieser Liga. Ab Frühjahr 1959 nahm Molnár mit Fenerbahçe an der neugegründeten und landesweit ausgelegten Millî Lig (der heutigen Süper Lig) teil. Diese ersetzte alle regionalen Ligen als höchste übergeordnete Spielklasse im türkischen Profifußball. Die erste Spielzeit der Millî Lig wurde von Februar 1959 bis Juni 1959 ausgespielt. Molnár gelang mit seiner Mannschaft der erste Titel dieser Liga, wodurch sein Verein als erster Türkischer Meister und Molnár selbst als erster Meistertrainer in die Annalen eingingen. In der zweiten Saison verweilte Molnár nur die Hinrunde bei Fenerbahçe und wurde zur Rückrunde durch seinen Landsmann László Székely ersetzt. Molnár hatte im Sommer 1959 mit einigen Vereinsfunktionären Kontroversen erlebt und wurde vom Vereinspräsidenten Agah Erozan angehalten sich für sein Verhalten öffentlich zu entschuldigen. Nach Ansicht Erozans hatte Molnár zwar ein Angebot für eine Vertragsverlängerung intern abgelehnt, sich aber gegenüber den Medien anders verhalten und Gerüchte in Auflauf gebracht, um so sein Gehalt anzuheben. Molnár wiederum hatte erklärt, dass es keinen Anlass für eine Entschuldigung geben würde. Schließlich hatten sich beide Seiten doch für eine Zusammenarbeit geeignet. Im Januar 1960 wurde Molnár nach einer Testspielniederlage gegen Sparta Prag vom Vereinsvorstand für einen Monat beurlaubt. Nach dieser Zwangsbeurlaubung wurde Esat Kaner als Interimstrainer ernannt und auch die Möglichkeit einer Vertragsauflösung mit Molnár nicht ausgeschlossen. Schließlich wurde Molnár Vertrag gekündigt und Székely als neuer Trainer vorgestellt.
Ab dem Sommer 1959 hatte Molnár parallel zu seiner Tätigkeit bei Fenerbahçe auch die zweite Auswahl der türkischen Nationalmannschaft, die B-Nationalmannschaft, übernommen. Im September wurde er schließlich zum zweiten Mal in seiner Karriere zum Trainer der türkischen A-Nationalmannschaft ernannt. Auch diese Tätigkeit übte er bis Januar 1960 parallel zu seiner Tätigkeit bei Fenerbahçe aus und trainierte anschließend nur noch die Nationalmannschaft. Bereits nach einem einzigen Testspiel gegen die Schottische Nationalmannschaft beendete Molnár seine Tätigkeit bei der Nationalmannschaft.
Noch im Jahr 1960 nahm er das Angebot von Hapoel Petah Tikva an und begann damit seine Trainerlaufbahn in Israel fortzusetzen. Im Herbst 1961 begann Molnár Maccabi Tel Aviv zu trainieren und übte diese Tätigkeit bis zum Saisonende aus. Zur Saison 1962/63 verließ er Israel und einigte sich für die anstehende Saison mit dem österreichischen Verein Austria Salzburg. Als eines seiner ersten Amtstätigkeit bei den Österreichern verpflichtete er seinen ehemaligen Torhüter Şükrü Ersoy von Fenerbahçe. Nach einem Jahr verließ Molnár diesen Verein wieder.
Zur Saison 1965/66 kehrte Molnár schließlich in die Türkei zurück und übernahm den Erstligisten Vefa Istanbul. Im Februar 1966 gab er bei Vefa seinen Rücktritt bekannt. Wenige Zeit nach diesem Rücktritt übernahm Molnár den Zweitligisten Altınordu Izmir. Diesen Verein führte er bis zum Saisonende zur Vizemeisterschaft und damit zum Aufstieg in die 1. Lig. Trotz dieses Erfolges verließ er Altınordu zur neuen Saison und wurde als neuer Trainer der türkischen Nationalmannschaft gehandelt.
Im Februar 1967 einigte er sich für eine Tätigkeit bei Feriköy SK. Allerdings kam dieser Zusammenarbeit nicht zustande. Stattdessen buhlte Molnár um den Cheftrainerposten bei seinem früheren Verein Fenerbahçe, obwohl hier mit Abdulah Gegić bereits ein Cheftrainer arbeitete. Zur neuen Saison wurde er schließlich als neuer Cheftrainer dieses Klubs vorgestellt und betreute damit zum dritten Mal diesen Verein. In die neue Saison startete Molnárs Mannschaft erfolgreich und erreichte in dem vorsaisonalen Wettbewerb des Spor-Toto-Pokals den Titelgewinn. In der Liga übernahm Molnár mit seiner Mannschaft relativ früh die Tabellenführung und führte sie zum Saisonende souverän zur türkischen Meisterschaft. Zusätzlich zu dieser Meisterschaft gelang der erste Titel im Türkischen Pokal der Vereinsgeschichte und damit auch das erste Double der Vereinsgeschichte. Durch den Double-Gewinn holte Fenerbahçe ohne eine Begegnung zu bestreiten den Präsidenten-Pokal, welcher zwischen dem Meister und Pokalsieger ausgetragen wurde. Außerdem holte Molnár mit Fenerbahçe den Balkanpokal. In der neuen Saison traf Molnár mit Fenerbahçe im Europapokal der Landesmeister auf den amtierenden englischen Meister Manchester City. Molnárs Mannschaft ging als krasser Außenseiter in die Partie und erkämpfte sich im Hinspiel in Manchester ein 0:0. In Rückspiel besiegte Fenerbahçe vor heimischer Kulisse Manchester City mit 2:1 und sorgte durch das Weiterkommen für eine große Überraschung. Die nächste Runde traf man schließlich auf Ajax Amsterdam und schied gegen die Niederländer aus. Nachdem Molnár in allen nationale Wettbewerben den Titelgewinn nicht mehr erreichen konnte, wurde er nach dem 24. Spieltag durch den Rumänen Traian Ionescu ersetzt.
Für die neue Saison einigte sich Molnár mit dem Zweitligisten Adanaspor. Mit diesem Verein spielte er über die gesamte Saison um die Zweitligameisterschaft. Nachdem dieses Ziel nicht mehr zu erreichen war, verließ er Anfang Mai 1970 den südtürkischen Verein. Für die nächste Saison verhandelte Molnár mit Beşiktaş Istanbul, konnte sich aber mit diesem Klub nicht über eine Zusammenarbeit einigen. Daraufhin kehrte er in seine Wahlheimat Salzburg zurück und wartete hier auf eventuelle Angebote aus der Türkei. Hier betrieb er mit seiner Ehefrau eine Boutique signalisierte aber über die Medien bei geeigneten Angeboten wieder in der Türkei als Cheftrainer arbeiten zu können.

## Tod
Anfang 1986 verschlechterte sich Molnárs Gesundheitszustand. So musste er zur Behandlung in ein Wiener Krankenhaus eingeliefert. Am 9. März 1986 erlag er seiner Krankheit.

## Erfolge
Mit Fenerbahçe Istanbul
- Meister der İstanbul Futbol Ligi: 1947/48
- Meister der İstanbul Profesyonel Ligi: 1958/59
- Türkischer Meister: 1959, 1967/68
- Türkischen Pokalsieger: 1967/68
- Präsidenten-Pokalsieger: 1967/68
- Spor-Toto-Pokalsieger: 1967
- Balkanpokalsieger: 1966/67

Mit Altınordu Izmir
- Vizemeister der TFF 1. Lig und Aufstieg in die Süper Lig: 1965/66

Mit der türkischen Nationalmannschaft
- Teilnahme an den Olympischen Sommerspielen: 1948